# Commissey
Commissey est une  ancienne commune française située dans le département de l'Yonne et la région Bourgogne-Franche-Comté. Elle est associée à la commune de Tanlay depuis 1973.

## Géographie

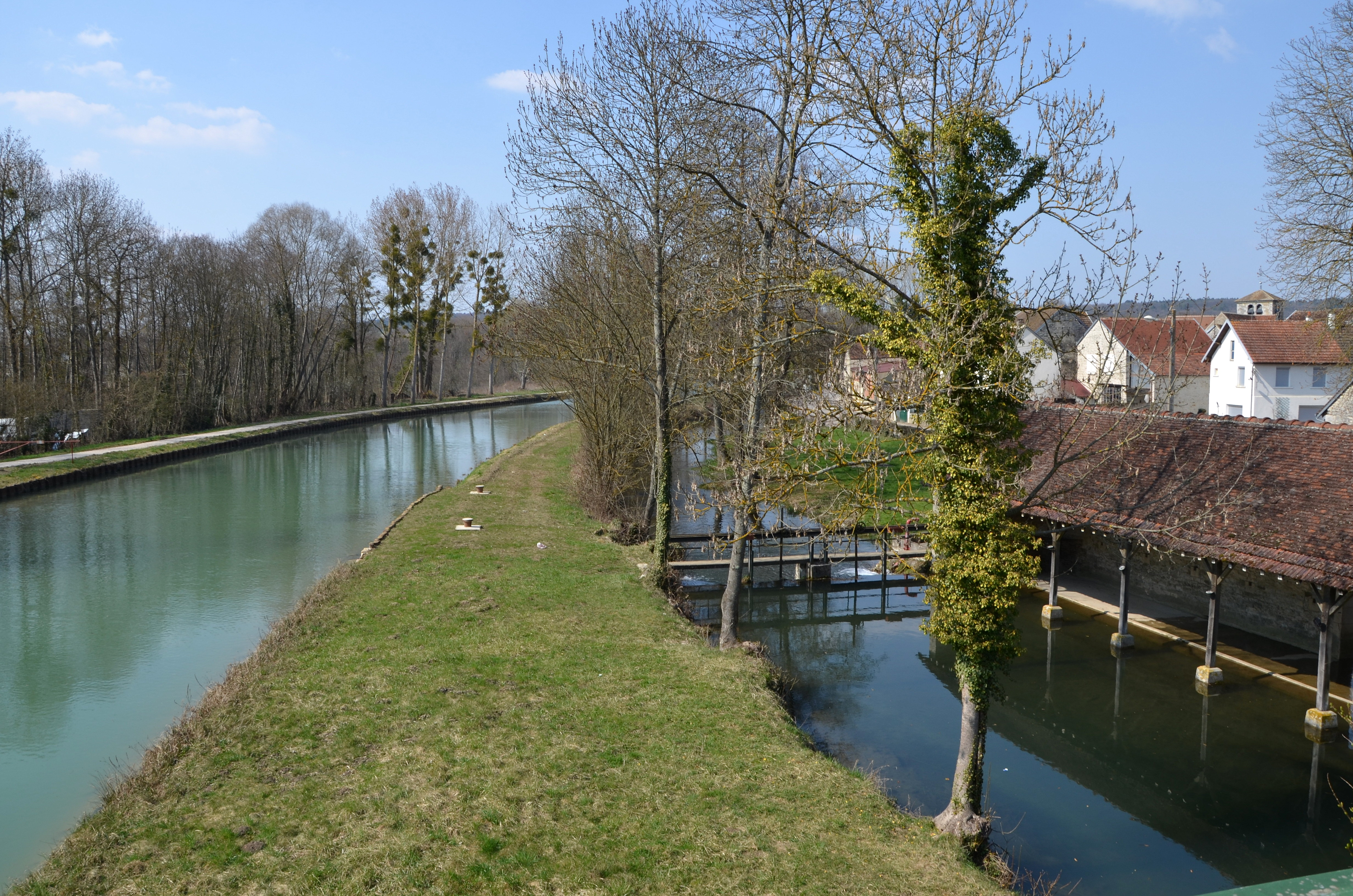
À gauche le canal de Bourgogne, à droite le bief venant du château de Tanlay et arrosant le lavoir de Commissey.

## Histoire
Village anciennement fortifié.
Le 1er janvier 1973, la commune de Commissey est rattachée à celle de Tanlay sous le régime de la fusion-association.

## Politique et administration
| Période                                  | Période  | Identité       | Étiquette | Qualité |
| ---------------------------------------- | -------- | -------------- | --------- | ------- |
|                                          | En cours | Caroline Yvois |           |         |
| Les données manquantes sont à compléter. |          |                |           |         |

## Démographie
| 1793 | 1800 | 1806 | 1821 | 1831 | 1836 | 1841 | 1846 | 1851 |
| ---- | ---- | ---- | ---- | ---- | ---- | ---- | ---- | ---- |
| 513  | 502  | 465  | 481  | 436  | 395  | 405  | 408  | 450  |

| 1856 | 1861 | 1866 | 1872 | 1876 | 1881 | 1886 | 1891 | 1896 |
| ---- | ---- | ---- | ---- | ---- | ---- | ---- | ---- | ---- |
| 230  | 376  | 349  | 214  | 308  | 309  | 330  | 321  | 316  |

| 1901 | 1906 | 1911 | 1921 | 1926 | 1931 | 1936 | 1946 | 1954 |
| ---- | ---- | ---- | ---- | ---- | ---- | ---- | ---- | ---- |
| 308  | 306  | 289  | 280  | 311  | 325  | 265  | 319  | 270  |

| 1962 | 1968 | - | - | - | - | - | - | - |
| ---- | ---- | - | - | - | - | - | - | - |
| 265  | 252  | - | - | - | - | - | - | - |

## Lieux et monuments

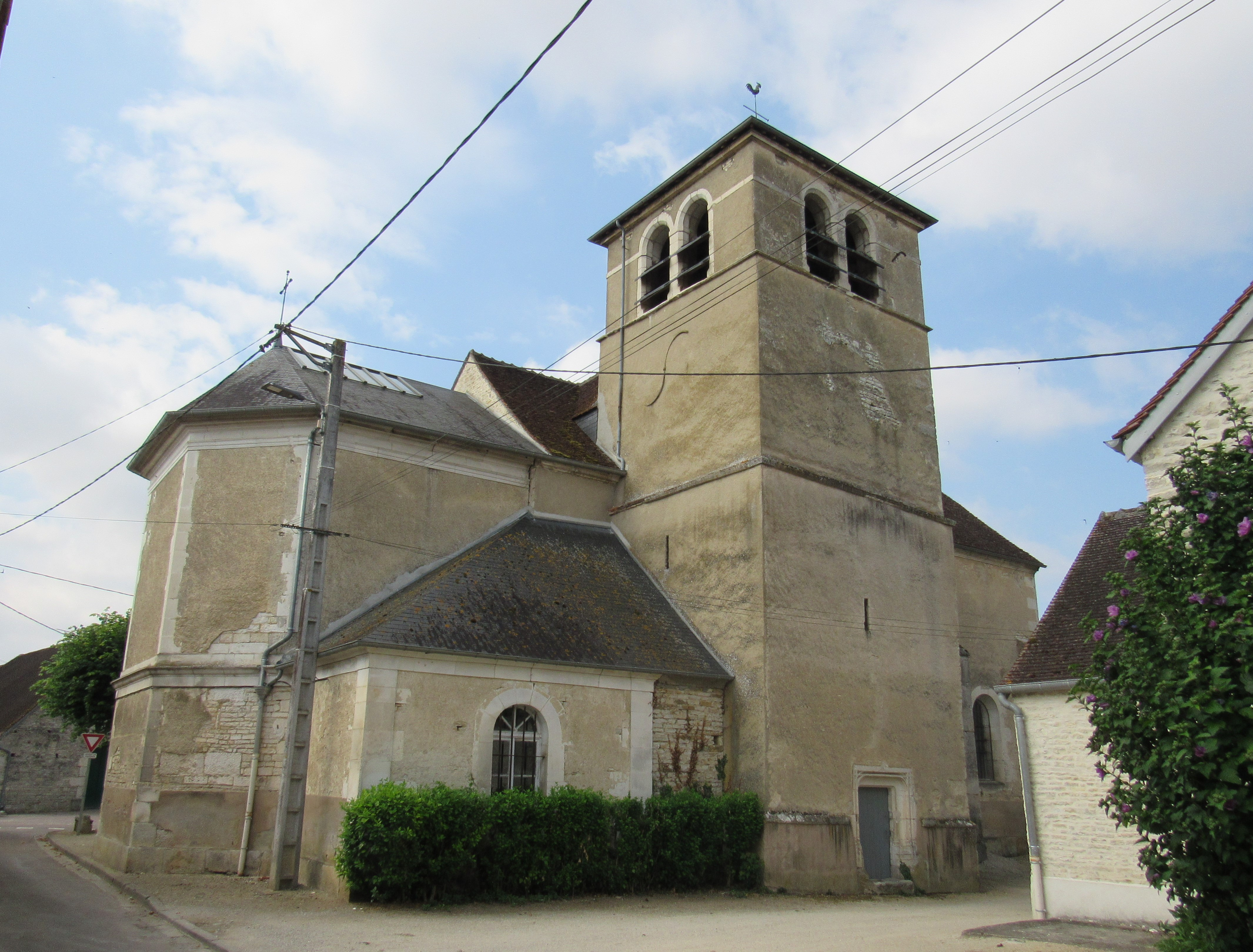
Vue de l'église

- Église Saint-Remy ou Saint-Remi du XVIe siècle, reconstruite en 1846, la tour du clocher date de 1860